# Sara og Monopolet
Sara og Monopolet (oprindeligt Mads og Monopolet) er et dansk radioprogram, der blev sendt for første gang i 2003 på DR P3. Programmet blev sendt under titlen Mads og Monopolet med Mads Steffensen som vært frem til januar 2021, hvor Sara Bro overtog rollen som vært og programmet ændrede navn til det nuværende Sara og Monopolet. Programmet blev fra sin begyndelse sendt på DR P3 lørdag formiddag fra kl. 9 til 12, men skiftede fra januar 2016 til DR P4 fortsat i samme tidsrum. Programmet er en videreførelse af DR P3-radioprogrammet Spørg Bare, som blev sendt fra 1969 til 1999.
I programmet gennemgår værten sammen med et panel, dilemmaer eller spørgsmål, som lytterne har indsendt. Dilemmaet bliver læst højt, hvorefter panelet diskuterer og forsøger at finde frem til én eller flere løsninger - det er ikke påkrævet at panelet skal være enige. Panelet består af (oftest) tre kendte danskere, som udskiftes fra hvert program. Til sidst i programmet beslutter panelet, hvilket dilemma, der har været bedst, og dilemmaets ejermand tildeles en Sara og Monopolet-t-shirt. I løbet af programmet kan lyttere deltage aktivt ved deltage i og kommentere på enkelte dilemmaer og afstemninger gennem Facebook.
Programmet har omkring én mio. lyttere ved lørdagsudsendelserne på P4.

## Sending
Mads og Monopolet havde premiere lørdag den 6. september 2003 på DR P3 kl. 9 med Mads Steffensen som vært. Programmets panel bestod af Anders Matthesen, Søren Pind og Suzanne Bjerrehuus.
Den 30. december 2020 annoncerede DR at Mads Steffensen havde sagt op hos DR, og at Sara Bro ville overtage rollen som vært på programmet. Rolleskiftet medførte også at programmet ændrede navn. Sara og Monopolet havde første sending lørdag d. 9. januar 2021 kl 9.
Programmet blev sendt live om lørdagen mellem kl. 9-12 frem til marts 2024, hvor DR annoncerede at programmet ville gå fra live-sending om lørdagen til at lave "live-on-tape"-optagelser af programmet om fredagen dagen før. Programmet bliver efterfølgende sendt uredigeret mellem kl. 9-12 om lørdagen.

## Podcasts
Siden april 2009 blev hvert uges program lagt ud tilgængeligt som podcast på diverse lydstreamningstjenester, herunder Spotify, Apple og Podimo. Den 4. maj 2023 annoncerede DR at podcast-versionen af Sara og Monopolet fra den 20. maj 2023 udelukkende ville være tilgængelig på DRs egen platform, DR Lyd. Tine Godsk Hansen, chef for DR Lyd, begrundede dette med at det var et forsøg fra DRs side om at holde indholdet frit tilgængeligt og samle al DRs indhold på samme platform.

## Priser
Mads og Monopolet modtog prisen "Den Gyldne Grundtvig" i 2011.
Derudover har programmet modtaget en Zulu Awards for "Årets Danske Radioprogram" i 2011.
Vært Mads Steffensen modtog i 2006 Radioprisen og i 2009 Ekstra Bladets pris Den Gyldne Mikrofon for Mads og Monopolet.
Han modtog også Hadsten Højskole Prisen 2011 for programmet.

## Kommercielt
Mads og Monopolet har udgivet en bog ved navn Mads og Monopolet: Parforholdet - hvor svært kan det være?
Derudover er der udgivet et brætspil ved navn Dilemma - Mads og Monopolet.

## Søren Pind-reglen
"Søren Pind-reglen" blev formuleret i radioprogrammet af Pind. Den dikterer, at man kommer til det arrangement, man er inviteret til først, hvis man får flere invitationer til samme dag.
Reglen bliver ofte brugt af panelet ved forskellige dilemmaer, og den er blevet anvendt uden for programmet, samt behandlet i forelæsninger på folkeuniversitetet.

## Nuværende og tidligere medlemmer af Monopolet

### Medlem i 20+ programmer[15]
| P \| - Annette Heick - Asger Aamund - Hella Joof - Huxi Bach \| - Ida Auken - Jan Gintberg - Johanne Schmidt-Nielsen - Lina Rafn \| - Mads Christensen - Nicolaj Kopernikus - Pernille Rosenkrantz-Theil - Signe Lindkvist \| - Simon Jul Jørgensen - Stéphanie Surrugue - Suzanne Bjerrehuus - Søren Fauli \| - Søren Pind - Søren Rasted - Uffe Buchard \| |                                                                  |                                                                                        |                                                                               |                                            |
| - Annette Heick - Asger Aamund - Hella Joof - Huxi Bach | - Ida Auken - Jan Gintberg - Johanne Schmidt-Nielsen - Lina Rafn | - Mads Christensen - Nicolaj Kopernikus - Pernille Rosenkrantz-Theil - Signe Lindkvist | - Simon Jul Jørgensen - Stéphanie Surrugue - Suzanne Bjerrehuus - Søren Fauli | - Søren Pind - Søren Rasted - Uffe Buchard |

### Medlem i 3+ programmer
| P \| - Abdel Aziz Mahmoud - Adam Duvå Hall - Alberte Winding - Anders Agger - Anders Breinholt - Anders Lund Madsen - Anders Matthesen - Anders Morgenthaler - Anders Samuelsen - Andrea Elisabeth Rudolph - Andreas Mogensen - Andreas Odbjerg - Ane Cortzen - Anna Lin - Anna Thygesen - Annika Aakjær - Barbara Moleko - Bent Mejding - Birgitte Hjort Sørensen - Birthe Kjær - Bjarne Corydon - Brian Lykke - Casper Christensen - Cecilie Beck - Christian Bonde - Christian Fuhlendorff - Christian Stadil \| - Christiane Schaumburg-Müller - Christine Feldthaus - Christopher - Coco O. - Dak Wichangoen - Dar Salim - Ditte Hansen - Ellen Hillingsø - Emil Thorup - Esben Bjerre - Eske Willerslev - Finn Nørbygaard - Flemming Østergaard - Frank Hvam - Frederik Cilius - Geo - Gordon Kennedy - Hadi Ka-koush - Helle Thorning-Schmidt - Iben Hjejle - Iben Maria Zeuthen - Ibi Makienok - Ida Corr - Jarl Friis-Mikkelsen - Jacob Haugaard - Jan Hellesøe - Jens Olaf Jersild \| - Jesper Binzer - Jesper Nøddesbo - Joachim B. Olsen - Joachim Boldsen - Joel Hyrland - John "Faxe" Jensen - Johnson - Jonas Schmidt - Jonatan Spang - Josefine Høgh - Jørgen Leth - Karsten Lauritzen - Kasper Colling Nielsen - Katrine Engberg - Kim Bildsøe Lassen - Kirsten Lehfeldt - Klaus Riskær Pedersen - Kristian Leth - Kåre Quist - L.O.C. - Lars Løkke Rasmussen - Lars Mikkelsen - Lars Ranthe - Leonora Christina Skov - Linda P - Linse Kessler - Louise Mieritz - Louise Wolff - Lærke Bagger - Mads Langer - Mads Mikkelsen - Magnus Millang - Maise Njor - Manu Sareen - Margrethe Vestager - Maria Fantino - Martin Krasnik - Medina - Mia Lyhne - Mia Wagner - Mikael Simpson - Mikael Wulff - Mikkel Kessler - Mikkel Kryger - Mille Dinesen - Mille Hoffmeyer Lehfeldt - Molly Egelind - Morten Albæk \| - Morten Messerschmidt - Mø - Natasha Al-Hariri - Natasha Brock - Nikolaj Jacobsen - Nikolaj Koppel - Nikolaj Steen - Nikolaj Stokholm - Oh Land - Ole Stephensen - Orgi-E - USO - Özlem Cekic - Paprika Steen - Pelle Peter Jencel - Pernille Rosendahl - Pernille Skipper - Peter Falktoft - Peter Lund Madsen - Peter Qvortrup Geisling - Peter Mygind - Petra Nagel - Phillip Faber - Pilou Asbæk - Poul Madsen \| - Puk Damsgård - Puk Elgård - Rane Willerslev - Rasmus Bjerg - Rasmus Bruun - Rikke Hørlykke - Ritt Bjerregaard - Sanne Salomonsen - Sara Blædel - Sara Bro - Sarah Grünewald - Sebastian Dorset - Sebastian Klein - Signe Svendsen - Simon Emil Ammitzbøll-Bille - Simon Kvamm - Simon Talbot - Sofie Jo Kaufmanas - Sofie Linde - Steen Birger Jørgensen - Stine Bosse - Susse Wold - Søren Malling - Søs Egelind - Søs Fenger - Thomas Bo Larsen - Thomas Gravesen - Thomas Helmig - Thomas Skov - Thomas Vinterberg - Thomas Warberg - Timm Vladimir - Tina Müller - Tobias Rahim - Tommy Ahlers - Troels Malling - Ulla Essendrop - Vincent F. Hendricks - Wafande \| | | | | |
| - Abdel Aziz Mahmoud - Adam Duvå Hall - Alberte Winding - Anders Agger - Anders Breinholt - Anders Lund Madsen - Anders Matthesen - Anders Morgenthaler - Anders Samuelsen - Andrea Elisabeth Rudolph - Andreas Mogensen - Andreas Odbjerg - Ane Cortzen - Anna Lin - Anna Thygesen - Annika Aakjær - Barbara Moleko - Bent Mejding - Birgitte Hjort Sørensen - Birthe Kjær - Bjarne Corydon - Brian Lykke - Casper Christensen - Cecilie Beck - Christian Bonde - Christian Fuhlendorff - Christian Stadil | - Christiane Schaumburg-Müller - Christine Feldthaus - Christopher - Coco O. - Dak Wichangoen - Dar Salim - Ditte Hansen - Ellen Hillingsø - Emil Thorup - Esben Bjerre - Eske Willerslev - Finn Nørbygaard - Flemming Østergaard - Frank Hvam - Frederik Cilius - Geo - Gordon Kennedy - Hadi Ka-koush - Helle Thorning-Schmidt - Iben Hjejle - Iben Maria Zeuthen - Ibi Makienok - Ida Corr - Jarl Friis-Mikkelsen - Jacob Haugaard - Jan Hellesøe - Jens Olaf Jersild | - Jesper Binzer - Jesper Nøddesbo - Joachim B. Olsen - Joachim Boldsen - Joel Hyrland - John "Faxe" Jensen - Johnson - Jonas Schmidt - Jonatan Spang - Josefine Høgh - Jørgen Leth - Karsten Lauritzen - Kasper Colling Nielsen - Katrine Engberg - Kim Bildsøe Lassen - Kirsten Lehfeldt - Klaus Riskær Pedersen - Kristian Leth - Kåre Quist - L.O.C. - Lars Løkke Rasmussen - Lars Mikkelsen - Lars Ranthe - Leonora Christina Skov - Linda P - Linse Kessler - Louise Mieritz - Louise Wolff - Lærke Bagger - Mads Langer - Mads Mikkelsen - Magnus Millang - Maise Njor - Manu Sareen - Margrethe Vestager - Maria Fantino - Martin Krasnik - Medina - Mia Lyhne - Mia Wagner - Mikael Simpson - Mikael Wulff - Mikkel Kessler - Mikkel Kryger - Mille Dinesen - Mille Hoffmeyer Lehfeldt - Molly Egelind - Morten Albæk | - Morten Messerschmidt - Mø - Natasha Al-Hariri - Natasha Brock - Nikolaj Jacobsen - Nikolaj Koppel - Nikolaj Steen - Nikolaj Stokholm - Oh Land - Ole Stephensen - Orgi-E - USO - Özlem Cekic - Paprika Steen - Pelle Peter Jencel - Pernille Rosendahl - Pernille Skipper - Peter Falktoft - Peter Lund Madsen - Peter Qvortrup Geisling - Peter Mygind - Petra Nagel - Phillip Faber - Pilou Asbæk - Poul Madsen | - Puk Damsgård - Puk Elgård - Rane Willerslev - Rasmus Bjerg - Rasmus Bruun - Rikke Hørlykke - Ritt Bjerregaard - Sanne Salomonsen - Sara Blædel - Sara Bro - Sarah Grünewald - Sebastian Dorset - Sebastian Klein - Signe Svendsen - Simon Emil Ammitzbøll-Bille - Simon Kvamm - Simon Talbot - Sofie Jo Kaufmanas - Sofie Linde - Steen Birger Jørgensen - Stine Bosse - Susse Wold - Søren Malling - Søs Egelind - Søs Fenger - Thomas Bo Larsen - Thomas Gravesen - Thomas Helmig - Thomas Skov - Thomas Vinterberg - Thomas Warberg - Timm Vladimir - Tina Müller - Tobias Rahim - Tommy Ahlers - Troels Malling - Ulla Essendrop - Vincent F. Hendricks - Wafande |